# ويليام أوغسطين أوغدن
ويليام أوغسطين أوغدن (بالإنجليزية: William Augustine Ogden)‏ هو ملحن وكاتب أغاني أمريكي، ولد في 10 أكتوبر 1841 في مقاطعة فرانكلن في الولايات المتحدة، وتوفي في 14 أكتوبر 1897 في توليدو في الولايات المتحدة.

## روابط خارجية
- ويليام أوغسطين أوغدن على موقع IMDb (الإنجليزية)
- ويليام أوغسطين أوغدن على موقع ميوزك برينز (الإنجليزية)